# حوادث بونتياناك
حوادث بونتياناك (بالإندونيسية: Peristiwa Mandor) تتألف من مجزرتين وقعتا في كليمنتان أثناء الاحتلال الياباني لجزر الهند الشرقية الهولندية. واحدة من الحادثتين تعرف أيضًا باسم قضية فورمان. كان الضحايا من مجموعة واسعة من الجماعات العرقية، ودمرت عمليات القتل نخبة الملايو في كاليمانتان، حيث أعدم جميع سلاطين الملايو في كاليمانتان على أيدي اليابانيين.

## المجازر
في حادثة بونتياناك 1943-1944 قام اليابانيون بتنظيم عملية اعتقال جماعي لنخب الملايو والعرب والصينيين والجاويين والمينادونيين والداياك والبوقس والباتاقيون والالمينانغكابو والهولنديين والهنود والأوراسيين في كاليمانتان، بما في ذلك جميع سلاطين الملايو، اتهموهم بالتآمر للإطاحة بالحكم الياباني ثم ذبحوهم. زعم اليابانيون زوراً أن جميع هذه الجماعات العرقية ومنظمات مثل بيمودا المحمدية الإسلامية متورطة في مؤامرة للإطاحة باليابانيين وإنشاء «جمهورية غرب بورنيو الشعبية».
زعم اليابانيون أن «السلاطين والصينيين والمسؤولين الحكوميين الإندونيسيين والهنود والعرب الذين كانوا معارضين لبعضهم البعض، انضموا إلى مجزرة اليابانيين»، حيث وصفوا سلطان سلطان بونتياناك كواحد من «زعماء» التمرد. تم تسمية ما يصل إلى 25 من الأرستقراطيين، وأقارب سلطان بونتياناك، والعديد من الأفراد البارزين الآخرين كمشاركين في المؤامرة من قبل اليابانيين ثم أعدموا في ماندور.
تم إعدام جميع سلاطين بونتياناك وسمباس وكيتابانغ وسوكادانا وسيمبانج وكيبوي ونجابانغ وسانغقاو وسكادو وتاجان وسنغتان وميمباوا من قبل اليابانيين، على التوالي كانت أسماءهم: الشريف محمد القدري، ومحمد إبراهيم تسفيدين، وغويستي ساوينان، وتنغكو إدريس، وغويستي ميسير، وسخاريف صالح، وغويستي عبد الحميد، وأدي محمد عارف، وغويستي محمد كليب، وغويستي جابار، ورادن عبد البحري دانوي بيردانا، ومحمد أحوفيك. وهم معروفون باسم دوكوه. وفي جاوة سجن الشريف عبد الحميد القدري (حامد الثاني) ابن السلطان الشريف محمد القدري. ولأنه كان في جاوة خلال عمليات الإعدام كان حامد الثاني هو الذكر الوحيد في عائلته الذي لم يقتل، في حين قام اليابانيون بقطع رأس جميع أقاربه الذكور البالغ عددهم 28 من أبناء سلطان بونتياناك محمد القدري.
من بين 29 شخصًا من عائلة سلطان بونتياناك الذين قطعت رؤوسهم من قبل اليابانيين، كان وريث عرش بونتياناك. في وقت لاحق من عام 1944 اغتيل الدوكوه ياباني يدعى ناكاتاني والذي كان متورطا في الحادث والذي كان معروفا بقسوته. نجل سلطان بونتياناك محمد القدري الرابع، بنجران أغوين وابن آخر تم قطع رأسه من قبل اليابانيين في إعدام عام.
مهدت الإبادة اليابانية لنخبة الملايو في بونتياناك الطريق أمام نخبة داياك جديدة في الظهور في مكانها. وفقا لماري ف. سومرز هايدهوس خلال شهري مايو ويونيو 1945، قُتل بعض اليابانيين في تمرد على يد الدياك في سانغاو. وفقًا لجيمي ديفيدسون فإن هذا التمرد الذي قُتل خلاله العديد من الدياك واليابانيين، حدث في الفترة من أبريل وحتى أغسطس 1945، وكان يطلق عليه «حرب ماجانغ ديسا». حوادث بونتياناك أو الشؤون، تنقسم إلى حادثين بونتياناك من قبل المؤرخين، وتصنيفها بشكل مختلف وفقا لعمليات القتل الجماعي والاعتقالات، والتي وقعت في عدة مراحل في تواريخ مختلفة.
أثر حادث بونتياناك سلبًا على الجالية الصينية في كاليمانتان.